# Municipio de Diamond Lake (Iowa)
Diamond Lake Township es un municipio del condado de Dickinson, Iowa, Estados Unidos. Según el censo de 2020, tiene una población de 237 habitantes.
Es una subdivisión exclusivamente geográfica, por cuanto el estado de Iowa no utiliza la herramienta de los townships como municipios.

## Geografía
La subdivisión está ubicada en las coordenadas 43°27′52″N 95°12′31″O / 43.46444, -95.20861 (43.464424, -95.208553). Según la Oficina del Censo, tiene una superficie de 74.75 km², de los cuales 73.32 km² corresponden a tierra firme y 1.43 km² están cubiertos de agua.

## Demografía
Según el censo de 2020, hay 237 personas residiendo en la zona. La densidad de población es de 3 hab./km². El 95.8 % de los habitantes son blancos el 0.8 % son amerindios, el 0.4 % es de otra raza y el 3.0% son de una mezcla de razas. Del total de la población, el 0.4 % es hispano o latino.